# 永井乃愛
永井 乃愛（ながい のあ、8月6日 - ）は、日本の元女性声優、元グラビアアイドル。旧芸名は永井 信子→宮西 乃愛→永井 のあ。

## 来歴
1990年代、永井信子名義でグラビアデビュー。
その後の1999年、声優ユニット企画「KiraKira☆メロディ学園」の第1期生徒になり、サブユニット「メロメロメロン」「White▽Che」のメンバーとしても活躍。2001年7月のファイナルアルバム発売を以って解散しています。また、2001年には宮西乃愛名義で、サッカーJ2（当時はJ1）の「ヴェルディガールズ」2001年度メンバーとして活動。2001年8月、同ユニット出身のタレントたちと共に計9人による声優アイドルユニット「LaLa♪Lu」を結成。ゲームソフトの声優や主題歌、イベント、ライブなど多方面で活動したが、2003年6月22日をもって解散。

## 出演

### テレビアニメ
- バブーファクトリー（2001年、バブニー）
- グレネーダー 〜ほほえみの閃士〜（2004年、琴、藍）
- スウィート・ヴァレリアン（2004年、駅アナウンス、受付嬢）
- 巌窟王（2005年、子供）
- しましまとらのしまじろう～はっちゃんの長ぐつ～（2005年、はっちゃん）

### ゲーム
- ぎゅわんぶらあ自己中心派 TOKYO MAHJONG LAND（1996年、CHON2）
- プレイスタジアム4～不滅の大リーグボール（1999年、場内アナウンス）
- サモンナイト（2000年、フィズ）
- KONOHANA:TrueReport（2001年、長山晶子）
- チョコレート♪キッス（2002年、一ノ瀬紗智[1]）
- Monochrome（2004年、深海花織）
- BINGO PARADE（2005年）

### 吹き替え
- 霊幻道士 幽女編（2004年、チェンチェン）

### ドラマCD
- KiraKira☆メロディ学園 ドラマCD先行版 最強フライングバージョン（1999年、芳野まどか）
- KiraKira☆メロディ学園 ドラマCD 1（2000年、芳野まどか）
- KiraKira☆メロディ学園 ドラマCD第一部完結編（芳野まどか）
- ドラマCD りょー子先生の診療室〜悩める子羊には愛のムチよ〜（2004年、田中芳子）
- ドラマCD キャラメル！ポリスアカデミー その1、2（2004年、パイレーツ）

### テレビドラマ
- 初恋の殺人者
- 綺麗になりたい（1992年）
- 恋がしたい恋がしたい恋がしたい（2001年）

### ラジオ
- Dream Factory（1997年10月 - 1998年9月、HBC北海道放送・IBS茨城放送、WBS和歌山放送）
- プリプリ★プリン（1999年、コントンKZI-FM[2]）

### DVD
- キャラメルアカデミー ぷちっミュージカル DVD（2005年2月25日）

### その他
- ヴェルディガールズ2001年度メンバー

## ディスコグラフィ

### 参加楽曲
| 発売日        | 商品名                                                      | 歌                      | 楽曲           | 備考                                            |
| ------------- | ----------------------------------------------------------- | ----------------------- | -------------- | ----------------------------------------------- |
| 1998年3月27日 | ときめきメモリアル ボーカル・ベスト・コレクション6〜FINAL〜 | 永井信子                | 「プロローグ」 | ゲーム『ときめきメモリアル』関連曲              |
| 2001年2月28日 | DEAR+PALETTE▽CHE                                            | White▽Che               | 「Yell」       |                                                 |
| 2001年5月9日  | KONOHANA:TrueReport サウンドコレクション                    | 元KiraKira☆メロディ学園 | 「MOON」       | ゲーム『KONOHANA:TrueReport』エンディングテーマ |

### キャラクターソング
| 発売日         | 商品名                                                  | 歌                                               | 楽曲                 | 備考                                           |
| -------------- | ------------------------------------------------------- | ------------------------------------------------ | -------------------- | ---------------------------------------------- |
| 2004年10月22日 | キャラメル！ポリスアカデミー キャラクターソングアルバム | バンディッド（鈴村健一）、パイレーツ（永井のあ） | 「Brother & sister」 | ドラマCD『キャラメル！ポリスアカデミー』関連曲 |

## グラビア関連

### 書籍
- PHOTO SHOT Vol.6 史上最強の一冊!!人気IDOL満載!!（1995年1月10日、英知出版）

### ユニットメンバー
1. ↑  永井信子、沢井なつ美、桜井紗良
2. ↑  浅野真澄、大塚麻恵、桜井紗良、新谷さや香、つちやみえこ、永井信子